# UFC Hall of Fame
UFC Hall of Fame – galeria sławy dla osobistości związanych z mieszanymi sztukami walki prowadzona przez organizację Ultimate Fighting Championship. Oficjalnie została ustanowiona 21 listopada 2003 podczas gali UFC 45 w Las Vegas, gdzie pierwszymi członkami zostali Royce Gracie i Ken Shamrock.
5 maja 2015 zostały wprowadzone kategorie do których, według poszczególnych kryteriów będą dołączani nowi członkowie:
- Pioneer era wing – kategoria honoruje zawodników którzy debiutowali przed 17 listopada 2000, mają 35 lat lub więcej oraz są na emeryturze przynajmniej od roku.
- Modern era wing – kategoria honoruje zawodników którzy debiutowali po 17 listopada 2000 kiedy to wprowadzone zostały oficjalnie zunifikowane reguły MMA (ang. Unified Rules of Mixed Martial Arts), mają 35 lat lub więcej oraz są na emeryturze przynajmniej od roku.
- Contributors wing – kategoria honorująca osoby które wniosły znaczący wkład w rozwój MMA i organizacji.
- Fight wing – kategoria honorująca najlepsze walki w historii organizacji. By pojedynek mógł zostać dodany do galerii sławy musi minąć przynajmniej pięć lat od jego stoczenia.

W dwóch pierwszych kategoriach głównym czynnikiem przy wyborze nowych członków są osiągnięcia w UFC, jednak inne (poza organizacją) które miały znaczący wpływ na całokształt kariery będą również brane pod uwagę.

## Pioneer era wing
| Zdjęcie | Imię i nazwisko          | Data wprowadzenia | Osiągnięcia uznane przez UFC |
| ------- | ------------------------ | ----------------- | --- |
|         | Royce Gracie             | 21 listopada 2003 | Zwycięzca turniejów UFC 1, UFC 2 i UFC 4. |
|         | Ken Shamrock             | 21 listopada 2003 | Mistrz UFC Superfight w wadze otwartej, finalista turnieju UFC 3, mistrz Pancrase w wadze otwartej oraz zwycięzca turnieju King of Pancrase Tournament. |
|         | Dan Severn               | 16 kwietnia 2005  | Mistrz UFC Superfight w wadze otwartej, zwycięzca turniejów UFC 5 i Ultimate Ultimate 1995.                                                             |
|         | Randy Couture            | 24 czerwca 2006   | Trzykrotny mistrz UFC w wadze ciężkiej, dwukrotny mistrz UFC w wadze półciężkiej oraz zwycięzca turnieju UFC 13 wagi ciężkiej.                          |
|         | Mark Coleman             | 1 marca 2008      | Pierwszy w historii mistrz UFC w wadze ciężkiej, zwycięzca turniejów UFC 10 i UFC 11 oraz PRIDE Grand Prix 2000.                                        |
|         | Chuck Liddell            | 11 lipca 2009     | Mistrz UFC w wadze półciężkiej. |
|         | Matt Hughes              | 29 maja 2010      | Dwukrotny mistrz UFC w wadze półśredniej. |
|         | Tito Ortiz               | 7 lipca 2012      | Mistrz UFC w wadze półciężkiej. |
|         | Pat Miletich             | 6 lipca 2014      | Pierwszy w historii mistrz UFC w wadze półśredniej oraz zwycięzca turnieju UFC 16 w wadze półśredniej.                                                  |
|         | Bas Rutten               | 11 lipca 2015     | Mistrz UFC w wadze ciężkiej oraz mistrz Pancrase w wadze otwartej.                                                                                      |
|         | Antônio Rodrigo Nogueira | 10 lipca 2016     | Mistrz PRIDE w wadze ciężkiej, tymczasowy mistrz UFC w wadze ciężkiej.                                                                                  |
|         | Don Frye                 | 10 lipca 2016     | Zwycięzca turniejów UFC 8, Ultimate Ultimate 1996 oraz finalista UFC 10.                                                                                |
|         | Maurice Smith            | 6 lipca 2017      | Mistrz UFC w wadze ciężkiej, mistrz Extreme Fighting Championship w wadze ciężkiej.                                                                     |
|         | Kazushi Sakuraba         | 6 lipca 2017      | Zwycięzca turnieju UFC Japan wagi ciężkiej. |
|         | Matt Serra               | 5 lipca 2018      | Mistrz UFC w wadze półśredniej, zwycięzca 4. sezonu The Ultimate Fighter w wadze półśredniej. Pierwszy zwycięzca TUF'a który został mistrzem UFC.       |

## Modern era wing
| Zdjęcie | Imię i nazwisko | Data wprowadzenia | Osiągnięcia uznane przez UFC |
| ------- | --------------- | ----------------- | --- |
|         | Forrest Griffin | 6 lipca 2013      | Mistrz UFC w wadze półciężkiej oraz zwycięzca 1. sezonu The Ultimate Fighter wagi półciężkiej.                                     |
|         | B.J. Penn       | 11 lipca 2015     | Mistrz UFC w wadze półśredniej oraz w wadze lekkiej.                                                                               |
|         | Urijah Faber    | 6 lipca 2017      | Mistrz WEC w wadze piórkowej. |
|         | Ronda Rousey    | 6 lipca 2017      | Mistrzyni UFC w wadze koguciej, mistrzyni Strikeforce w wadze koguciej, pierwsza w historii kobieta, która została mistrzynią UFC. |

## Contributors wing
| Zdjęcie | Imię i nazwisko   | Data wprowadzenia | Osiągnięcia uznane przez UFC |
| ------- | ----------------- | ----------------- | --- |
|         | Charles Lewis Jr. | 11 lipca 2009     | Założyciel firmy odzieżowej Tapout, która jako pierwsza duża firma wprowadziła linię odzieżową promującą MMA i UFC. Wprowadzony pośmiertnie. |
|         | Jeff Blatnick     | 11 lipca 2015     | Komentator oraz komisarz UFC. Wprowadzony pośmiertnie.                                                                                       |
|         | Bob Meyrowitz     | 10 lipca 2016     | Współzałożyciel organizacji UFC oraz właściciel w latach 1995–2001.                                                                          |
|         | Joe Silva         | 6 lipca 2017      | Matchmaker organizacji w latach 1997–2016.                                                                                                   |
|         | Bruce Connal      | 5 lipca 2018      | Producent telewizyjny UFC w latach 1997–2018.                                                                                                |
|         | Art Davie         | 5 lipca 2018      | Współzałożyciel organizacji UFC, współwłaściciel w latach 1993–1995 oraz matchmaker.                                                         |

## Fight wing
| Pojedynek                                                          | Data wprowadzenia | Informacje |
| ------------------------------------------------------------------ | ----------------- | --- |
| Forrest Griffin vs. Stephan Bonnar (The Ultimate Fighter 1 Finale) | 6 lipca 2013      | Finałowa walka pierwszego sezonu The Ultimate Fighter w wadze półciężkiej w której zwyciężył Forrest Griffin jednogłośnie na punkty. |
| Matt Hughes vs. Frank Trigg II (UFC 52)                            | 11 lipca 2015     | Pojedynek o mistrzostwo UFC w wadze półśredniej w którym zwyciężył Matt Hughes przez poddanie.                                       |
| Mark Coleman vs. Pete Williams (UFC 17)                            | 10 lipca 2016     | Zwycięstwo Pete’a Williamsa przez nokaut.                                                                                            |
| Maurício Rua vs. Dan Henderson (UFC 139)                           | 5 lipca 2018      | Zwycięstwo Dana Hendersona jednogłośnie na punkty.                                                                                   |